# لباس پرواز

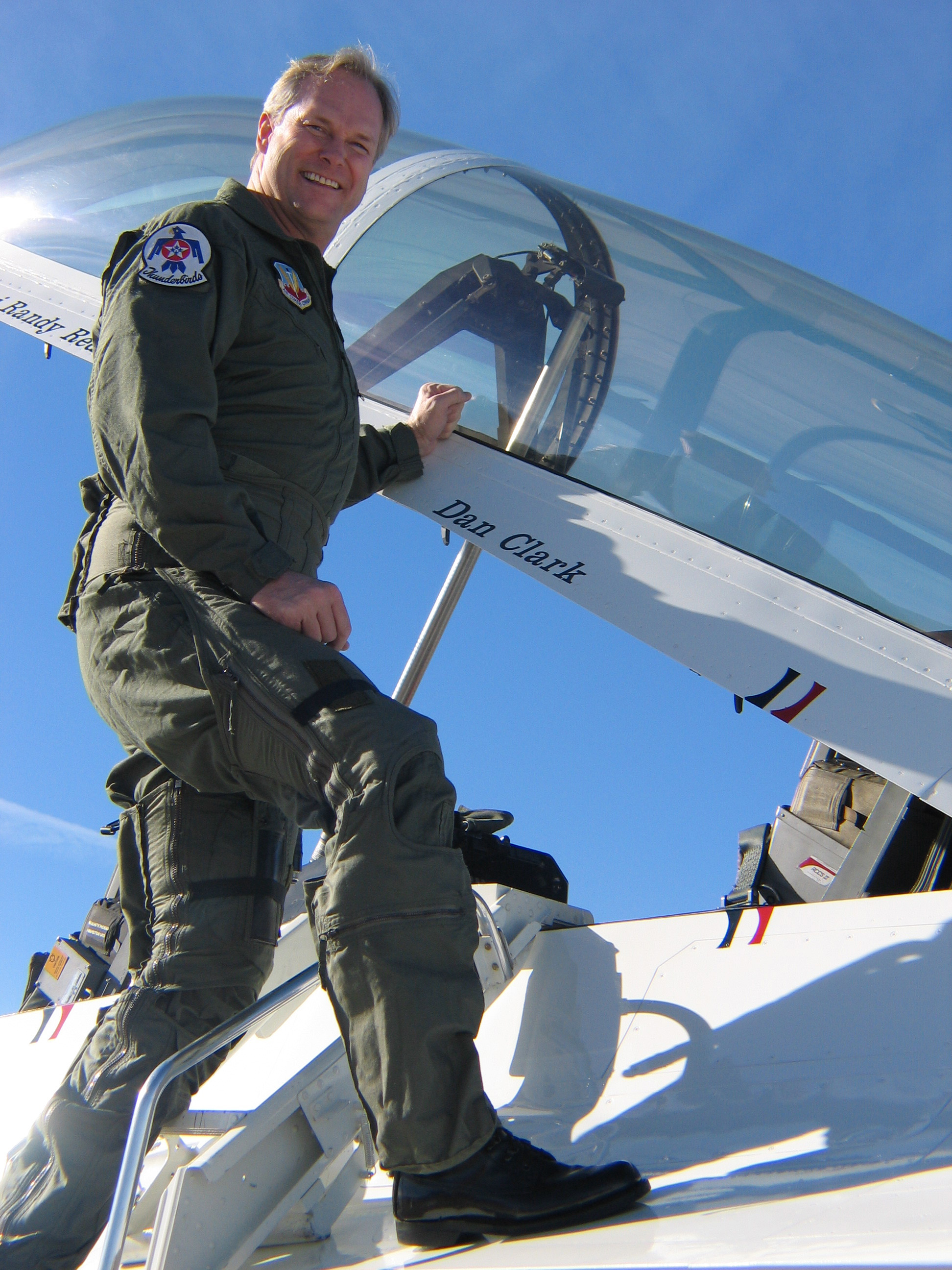
خلبانی در لباس پرواز

لباس پرواز(به انگلیسی: Flight suit) به پوشاکی گویند که همه بدن را می‌پوشاند و خلبانان هواگرد نظامی،گلایدر یا بالگرد، آن را می‌پوشد. لباس‌های پرواز معمولاً برای گرم نگاه داشتن خلبان، حمل مهمات مناسب با تعدادجیب‌های زیاد و لایه محافظتی برای جلوگیری از صدمات آتش‌سوزی، طراحی شده‌اند.
با توسعه حمل و نقل هوایی در کابین های خلبان گرم باز ، نیاز به لباس گرم به سرعت آشکار شد و همچنین نیاز به جیب های متعدد با بسته شدن دکمه ها ، ضربه محکم و ناگهانی یا زیپ برای جلوگیری از از بین رفتن مقالات در هنگام مانور ، آشکار شد. انواع مختلف کاپشن های پرواز و پوشش شلوار تولید شده و در طول جنگ جهانی اول ، لباس های دو تکه چرمی در بین خلبانان برای جلوگیری از لرز ناشی از پروپواش و سرمای پروازهای با اکسیژن کم در ارتفاع زیاد معمول بود. چرم به دلیل دوام و محافظتی که در برابر بقایای پرواز مانند ضایعات حشرات هنگام صعود و فرود و روغن پرتاب شده توسط موتورهای چرخشی و خطی آن زمان ، به سرعت به ماده مورد علاقه تبدیل شد. تجربه هواپیمای استرالیایی فردریک سیدنی کاتن در پرواز با سطح بالا و دمای پایین باعث شد تا پنبه در سال 1917 لباس انقلابی جدید "Sidcot" را تهیه کند ، یک لباس پرواز که مشکل گرم شدن خلبانان در کابین خلبان را حل می کرد. این لباس پرنده ، با پیشرفت هایی که داشت ، تا دهه 1950 توسط RAF به طور گسترده ای مورد استفاده قرار می گرفت.
هنگامی که جنگ جهانی دوم به طور جدی آغاز شد ، لباس های گرم شونده الکتریکی توسط Lion Apparel در ارتباط با جنرال الکتریک برای خدمه گشت و بمب افکن که به طور معمول در ارتفاعات بالاتر از 30000 فوت کار می کردند ، جایی که دمای هوا می تواند به حدی سرد شود که گوشت فریز شود ، معرفی شد. به هر فلزی که لمس کند. با شروع به کار کابین های محصور و تحت فشار ، ضرورت های کت و شلوار چرمی و براق کننده کم رنگ شد. به عنوان مثال ، خلبانان ، ناوبران و بمب افکن های یک هواپیمای B-17 که در سال 1944 در اروپا فعالیت می کرد ، به دلیل کابین محصور و گرم شده ، به راحتی لباس افسران خود را زیر کت پرواز A-2 پوشیدند. اما توپچی های کمر به لباس گرم برقی احتیاج داشتند ، زیرا آنها اسلحه های خود را از طریق تیربارهای پنجره باز شلیک می کردند. هنگامی که B-29 Superfortress در جنگ با ژاپن معرفی شد ، همراه با برجک های اسلحه با کنترل از راه دور ، کابین خدمه کاملا تحت فشار ، تجهیزات پرواز بزرگ را منسوخ کرد.
در جایی که خلبانان بمب افکن می توانستند لباس سرویس خود را به عنوان تجهیزات پرواز بپوشند ، خلبانان جنگنده به یک لباس فرم نیاز داشتند که در محدوده تنگ کابین خلبان هواپیمای جنگنده کار کند. کت و شلوار پرواز AN-S-31 برای سپاه هوایی ارتش ایالات متحده ساخته شده و دارای دو جیب پستان دکمه دار و دو جیب شیب دکمه دار است که از حالت نشسته قابل دسترسی است. نیروی دریایی ایالات متحده از یک مدل کمی متفاوت استفاده می کرد که دارای جیب های مایل با زیپ بود. مواد مورد استفاده برای استفاده در برابر باد و محافظت در برابر آتش از پشم یا پنبه تنگ بافت بود. در اوایل آن جنگ ، نیاز به حفاظت از آتش کوتاه مدت نشان داده شد. با پیشرفت تکنولوژی ، لباس پرواز ضد آتش ، کلاه ایمنی ، عینک ، ماسک ، دستکش و کفش طراحی و مورد استفاده قرار گرفت. این کفش ها اغلب می توانند بریده شوند تا مانند کفش های غیرنظامی در کشوری که در صورت سرنگونی عضو خدمه فرود می آید ، ظاهر شوند. ژاکت های flak همچنین برای محافظت از خدمه بمب افکن در برابر ترکش هواپیما ساخته شده اند ، اگرچه اینها باعث افزایش وزن کلی هواپیما و کاهش بمب م thatثر قابل حمل می شوند. با عصر پرواز جت و تمرکز بهتر روی ایمنی ؛ با این حال ، مواد کاملا ضد حریق مورد نیاز بود. همچنین تهیه لباس یک پارچه ساده بود که به طور بالقوه باید روی لباس های موجود یا انواع مختلف زیر لباس قرار بگیرد. همچنین ، با آمدن پرواز جت ، توسعه G-suit ، نوع خاصی از لباس پرواز (پوشیده شده به تنهایی یا در ترکیب با یک لباس پرواز سنتی) که با فشرده سازی بدن ، فرد را از فشار فیزیکی شتاب محافظت می کند ، ایجاد می شود. از جمع شدن خون در پاها جلوگیری کنید. هنگامی که خلبان مانورهای جنگی با درجه G بالا را اجرا می کرد ، خون او به معنای واقعی کلمه از سر او بیرون کشیده می شد و به سمت پایین بدن پایین می رفت و اکسیژن مغز را گرسنه می کرد و باعث خاموشی می شد. این لباس G به گونه ای طراحی شده بود که امکان مقداری خون در سر خلبان را فراهم می کند و به وی امکان می دهد چرخش های زیاد G را برای مدت زمان طولانی انجام دهد. در دهه های 1950 و 1960 ، حتی لباس های تخصصی تری نیز برای پیمایش در ارتفاع بالا (مانند هواپیماهای U-2 و SR-71) و پروازهای فضایی احتیاج داشت. اینها شامل فشار کامل و پیش درآمد لباس های فضایی امروز خواهند بود.
لباس پرواز کنونی که برای اکثر نیروهای هوایی و نیروی دریایی استاندارد است از Nomex ساخته شده است ، پارچه ای ساخته شده از آرامید چرخیده که سبک و مقاوم در برابر آتش است. قابلیت های بازدارنده شعله این ماده ، آن را برای محافظت از هواپیمابر در صورت آتش سوزی ایده آل می کند. این کت و شلوار اغلب به رنگ سبز یا برنزه بیابانی است و دارای چندین جیب برای قطعات خاص است (مانند جیب پلاستیکی شفاف در ران که قرار است نقشه مسیر پرواز برنامه ریزی شده هواپیما را در آن قرار دهد) ، اما رنگ ، سبک و برش متفاوت است بسیار از کشوری به کشور دیگر. لباس پرواز کنونی برای ارتش ایالات متحده CWU 27 / P است و با رنگ سبز مریم گلی و برنزه بیابانی موجود است. لیاس پرواز تجاری برای پروازهای غیرنظامی نیز موجود است و اغلب توسط خدمه هلیکوپتر (از جمله غیر خلبانان مانند مهندسین پرواز ، پیراپزشکان و پرستاران) ، خلبانان ایروباتیک و سایر افرادی که تمایل به "لباس فرم" عملی دارند ، مورد استفاده قرار می گیرند. 
اگرچه چندین جیب در لباس پروازی CWU 27 / P فعلی وجود دارد ، اما همه جیب ها در جلوی لباس پرواز یا روی بازوها یا پاها قرار می گیرند. در پشت لباس پرواز جیب وجود ندارد. این طرح دسترسی راحت تر به جیب ها را در حالی که فرد حامل نشسته است (مانند در کابین خلبان هواپیما) امکان پذیر می کند ، و اطمینان می دهد که پوشنده در حالت نشسته مجبور به نشستن روی هیچ چیز در جیب عقب (مانند کیف پول) نیست. ) 
اعضای سپاه تفنگداران دریایی ایالات متحده در بیشتر گشت های وسایل نقلیه و عملیات های جنگی زمینی در عراق و افغانستان لباسپرواز داشتند ، زیرا تجهیزات استتار استاندارد آنها در برابر شعله مقاوم نبودند. اکنون لباس های پروازی با معرفی لباس سازمانی مقاوم در برابر شعله یا لباس "FROG" که شبیه برنامه های استاندارد استتار است ، در بین پرسنل زمینی کنار گذاشته شده اند.
فضانوردان ناسا هنگام آموزش یا پرواز در هواپیماهای T-38 ناسا لباس پرواز یک تکه به تن داشته اند. لباسپرواز کنونی که فضانوردان بر تن کرده اند ، آبی سلطنتی است که از Nomex ساخته شده است. "محیط آستین پیراهن" که هم اکنون در شاتل فضایی و ایستگاه فضایی بین المللی در حال چرخش است رایج شده است ، باعث ایجاد لباس های غیررسمی بسیار بیشتری در طول پرواز فضایی ، مانند شلوارک کوتاه و پیراهن چوگان شده است. از STS-5 تا STS-51L ، خدمه هنگام پرتاب / ورود مجدد از لباس پرواز آبی روشن و کلاه ایمنی اکسیژن استفاده کردند. 
خدمه آپولو در هنگام انجام فعالیت های غیر ضروری از لباس پارچه بتا 2 تکه سفید و لباس فشار کامل A7L در هنگام پرتاب ، صعود / نزول به ماه استفاده می کردند. خدمه مرکوری و جوزا برای مدت مأموریت لباس فضایی خود را به استثنای جوزا 7 پوشیدند. خلبانان و خدمه پرواز از چندین رنگ لباس پروازی استفاده می کنند. به عنوان مثال خدمه ناسا در حین آموزش لباس پرواز آبی را به عنوان نوعی لباس فرم کاربردی به تن می کنند. لباس نارنجی ای که هنگام پرتاب و ورود مجدد / فرود می پوشند برای دید بالا طراحی شده است ، در صورت بهبودی اضطراری. در هنگام پیاده روی فضایی برای کنترل دما لباس سفید می پوشند. خدمه پرواز غیر فضانورد ناسا در مرکز تحقیقات لانگلی از رنگ آبی استفاده می کنند و خدمه در مرکز تحقیقات پرواز دریدن از رنگ سبز یا برنزه بیابانی استفاده می کنند و همه لباسهای جدید صادر شده برنزه بیابانی است.
1. ↑  «Sidney Cotton and His Kolossal Lockheeds Archived 2010-09-17 at the Wayback Machine». بایگانی‌شده از اصلی در ۱۷ سپتامبر ۲۰۱۰. دریافت‌شده در ۳۱ ژانویه ۲۰۲۱.

مشارکت‌کنندگان ویکی‌پدیا. «Flight suit». در دانشنامهٔ ویکی‌پدیای انگلیسی.